# Кузнецов Борис Георгійович
Борис Георгійович Кузнецов (рос. Бори́с Гео́ргиевич Кузнецо́в; нар. 23 лютого 1947, Астрахань, СРСР — 2 травня 2006, Астрахань, СРСР) — радянський боксер, олімпійський чемпіон 1972 року.

## Аматорська кар'єра
Олімпійські ігри 1972 
- 1/32 фіналу. Переміг Емануеля Елунду (Камерун) 5-0
- 1/16 фіналу. Переміг Хосе Баптісту (Венесуела) 3-2
- 1/8 фіналу. Переміг Ришарда Томчика (Польща) 5-0
- 1/4 фіналу. Переміг Габріель Пометку (Румунія) 4-1
- 1/2 фіналу. Переміг Андраша Ботоша (Угорщина) 5-0
- Фінал. Переміг Філіпа Варуінге (Кенія) 3-2